# Балагурак Осип Васильович
Осип Васильович Балагура́к (нар. 25 квітня 1928, Косів) — український майстер декоративної різьби на дереві; член Національної спілки майстрів народного мистецтва України. Брат різьбяра Івана Балагурака.

## Біографія
Народився 25 квітня 1928 року у місті Косові (нині Івано-Франківська область, Україна). Протягом 1941—1942 років навчався різьбленню у Косівській приватній майстерні Володимира Васильовича Гуза.
Упродовж 1946—1969 років працював у Косівісському художнто-виробничому об'єднанні «Гуцульщина»; у 1962—1992 роках — у Косівському художньо-виробничому комбінаті Художнього фонду України; у 1992—1994 роках — у кооперативі «Прут».

## Творчість
Працює у техніці сухого різьблення, інколи виконує інкрустацію деревом, бісером, металом, перламутром. Серед робіт — тарелі, касетки, підноси, свічники, альбоми, бочівки, цукорниці, скриньки, попільнички, боклаги, топірці, чорнильні приладдя.
Брав участь у всеукраїнських виставках з 1954 року, а також уміжнародних виставках та ярмарках: у Марселі (1957); Брюсселі (1957); Лейпцигу 1959; Нью-Йорку (1959); Стокгольмі (1966).
Окремі роботи зберігаються у Національному музеї українського народного декоративного мистецтва у Києві, Музеї етнографії та художнього промислу у Львові, Коломийському (20 робіт) та Косівському музеях народного мистецтва Гуцульщини.